# Bolearka, Novohrad-Volînskîi
Bolearka (în ucraineană Болярка) este un sat în comuna Kameanîi Maidan din raionul Novohrad-Volînskîi, regiunea Jîtomîr, Ucraina.

## Demografie
Componența lingvistică a localității Bolearka
     Ucraineană (100%)
Conform recensământului din 2001, toată populația localității Bolearka era vorbitoare de ucraineană (100%).